# دی کربوکسیلیک اسید
دی کربوکسیلیک اسیدها دسته‌ای از ترکیب‌های آلی اسیدی هستند که دو گروه عاملی کربوکسیل «COOH-» در آن‌ها یافت می‌شود. اگزالیک اسید از ساده‌ترین و اسید فولیک آشناترین آن هاست. فرمول این ترکیبات گاه اینگونه نوشته می‌شود: HO2C-R-CO2H. دی کربوکسیلیک اسیدهای دارای دو اسید آمینه ترکیبات مهمی هستند. برخی از این ترکیبات عبارتند از: مالونیک اسید، سوکسینیک اسید و گلوتاریک اسید.

## نمونه‌ها
دی کربوکسیلیک اسیدها می‌توانند مولکول خطی یا حلقوی داشته باشند؛ اشباع شده باشند یا اشباع نشده. در زیر برخی از دی کربوکسیلیک اسیدهای خطی آمده‌اند:
| نام رایج      | IUPACنام           | فرمول شیمیایی     | فرمول ساختمانی | pKa1  | pKa2  |  |
| ------------- | ------------------ | ----------------- | -------------- | ----- | ----- |  |
| اگزالیک اسید  | ethanedioic acid   | HOOC-COOH         |                | 1.27  | 4.27  |  |
| مالونیک اسید  | propanedioic acid  | HOOC-(CH2)-COOH   |                | 2.85  | 5.70  |  |
| سوکسینیک اسید | butanedioic acid   | HOOC-(CH2)2-COOH  |                | 4.21  | 5.41  |  |
| گلوتاریک اسید | pentanedioic acid  | HOOC-(CH2)3-COOH  |                | 4.34  | 5.41  |  |
| آدیپیک اسید   | hexanedioic acid   | HOOC-(CH2)4-COOH  |                | 4.41  | 5.41  |  |
| پیملیک اسید   | heptanedioic acid  | HOOC-(CH2)5-COOH  |                | 4.50  | 5.43  |  |
| سوبریک اسید   | octanedioic acid   | HOOC-(CH2)6-COOH  |                | 4.526 | 5.498 |  |
| آزلاییک اسید  | nonanedioic acid   | HOOC-(CH2)7-COOH  |                | 4.550 | 5.498 |  |
| سباسیک اسید   | decanedioic acid   | HOOC-(CH2)8-COOH  |                |       |       |  |
|               | undecanedioic acid | HOOC-(CH2)9-COOH  |                |       |       |  |
|               | dodecanedioic acid | HOOC-(CH2)10-COOH |                |       |       |  |